# MERSコロナウイルス
MERSコロナウイルス（マーズコロナウイルス、英: Middle East respiratory syndrome coronavirus, MERS-CoV）は、中東呼吸器症候群 (Middle East respiratory syndrome = MERS) の病原体のコロナウイルス（ベータ型）。通称 MERSウイルス。イギリスロンドンで2012年9月に初めて確認された。
ヒトコブラクダが保有宿主（感染源動物）であるとされ、ラクダとの接触や、ラクダの未加熱肉や未殺菌乳の摂取が感染リスクになる。2021年3月11日までに、サウジアラビアを中心に2574人が感染し、886人（34.4%）が死亡した。

## 概要
2015年6月現在、中東地域で感染拡大中の新型コロナウイルスである。肺炎（異型であるので診断に注意が必要）を主症状としており、死亡率が40-50%前後と非常に高い。
2019年9月現在、感染者は2,468例であり、死亡者は851例に上っている。
感染国は、サウジアラビア、韓国、UAE、ヨルダン、カタール、オマーン、イラン、クウェート、イエメン、レバノン。旅行者による一時的な感染国は、アメリカ、イギリス、フランス、イタリア、オランダ、ギリシャ、チュニジア、エジプト、アルジェリア、マレーシア、フィリピン、スペイン、トルコ、オーストリア（他に感染後にドイツに移送された感染者が2人）。感染地域は広がりつつあるが、持続的なヒト・ヒト感染の証拠はなく、ヒト・ヒト感染は一過性に過ぎないと見られている。
多くの患者で通常の肺炎が見られない。また（肺に近い）下気道に感染しやすいところ（受容体）があり、症状が少ないまま突然肺炎になりやすい。
MERS-CoVのウイルス受容体はDPP-4 (dipeptidyl pepti- dase 4) である。

## 分類
2002年から2003年にかけて東アジアで流行したSARSコロナウイルス (Severe acute respiratory syndrome coronavirus; SARS-CoV) とは異なる種類である。ただし、MERSコロナウイルスは、SARSコロナウイルスと近縁のβコロナウイルス2cグループに属す。
MERS-CoVはベータコロナウイルスの 2C グループに属するタケコウモリコロナのウイルス (Bat-CoV HKU4) やアブラコ ウモリのウイルス (Bat-CoV HKU5) と近縁である。

## 自然宿主
自然宿主が動物であり（人獣共通感染症）、本ウイルスは遺伝子解析からヒトコブラクダであることはほぼ間違いない。
発見当初の遺伝子解析では、コウモリコロナウイルスHKU4およびHKU5と相同性が高く、ウイルスRNAポリメラーゼ領域におけるアミノ酸配列の相同性は90～92％だった。一方、スパイク（S）蛋白質の相同性は64～67％にとどまり、コウモリからヒトが感染しているという直接の証拠もなかった。その後、宿主がヒトコブラクダであることが判明した。さらにスーダンやソマリアなどの東アフリカでは1983年に遡ってヒトコブラクダのMERS-CoV感染が明らかとなった。

## 歴史
- 2012年7月、エラスムス大学医療センターで新型コロナウイルスが分離された[10]。エラスムス大学医療センターにちなんで、当初はHCoV-EMC（Human coronavirus- Erasmus Medical Center,ヒトコロナウイルス-エラスムス大学医療センター)と呼ばれていた[10][12]。
- 2012年9月にロンドンでも新型コロナウイルスが報告された（感染者の入院は6月13日、死亡は6月24日。サウジアラビアのジェッダ）[10][13]。
- 2013年5月、国際ウイルス分類委員会が[14]、病原体名を「Middle East respiratory syndrome coronavirus (MERS-CoV)」と命名[15]、WHOの決定を受けて[16]、厚生労働省はウイルスの名称をMERS（マーズ）コロナウイルスと名付け、感染症名を中東呼吸器症候群 (MERS) と決定した[17]。
- 2013年5月下旬、WHOのチャン事務局長は、年次総会の締めくくりとなるスピーチで「現在私にとって最大の懸念は新型コロナウイルスである。一つの国だけで対処できるものではなく、全世界への脅威の一つである。」[18]とした。治療方法、感染方法（つまり感染防止方法も）、宿主が全く分かっていないからである。2013年7月17日WHO緊急委員会は評価会合を開き、「感染拡大が懸念される状況ではないが、十分な警戒が必要である」との暫定的な評価をまとめた[19]。
- 2013年7月にラマダン、2013年10月にハッジ（大規模なメッカ巡礼）があり、感染拡大が憂慮されていたが、特に異変はなかった[20]。
- 2015年、韓国で密接接触者の定義を狭くしたためにMERSの初期対応に失敗し、感染が広まった[21]。